# Дзікова
Дзікова (пол. Dzikowa, нім. Ebersdorf) — село в Польщі, у гміні Меткув Вроцлавського повіту Нижньосілезького воєводства.
Населення — 106 осіб (2011).
У 1975-1998 роках село належало до Вроцлавського воєводства.

## Демографія
Демографічна структура станом на 31 березня 2011 року:
|          | Загалом | Допрацездатний вік | Працездатний вік | Постпрацездатний вік |
| -------- | ------- | ------------------ | ---------------- | -------------------- |
| Чоловіки | 54      | 16                 | 37               | 1                    |
| Жінки    | 52      | 11                 | 29               | 12                   |
| Разом    | 106     | 27                 | 66               | 13                   |